# یوهان گئورگ هیدلر

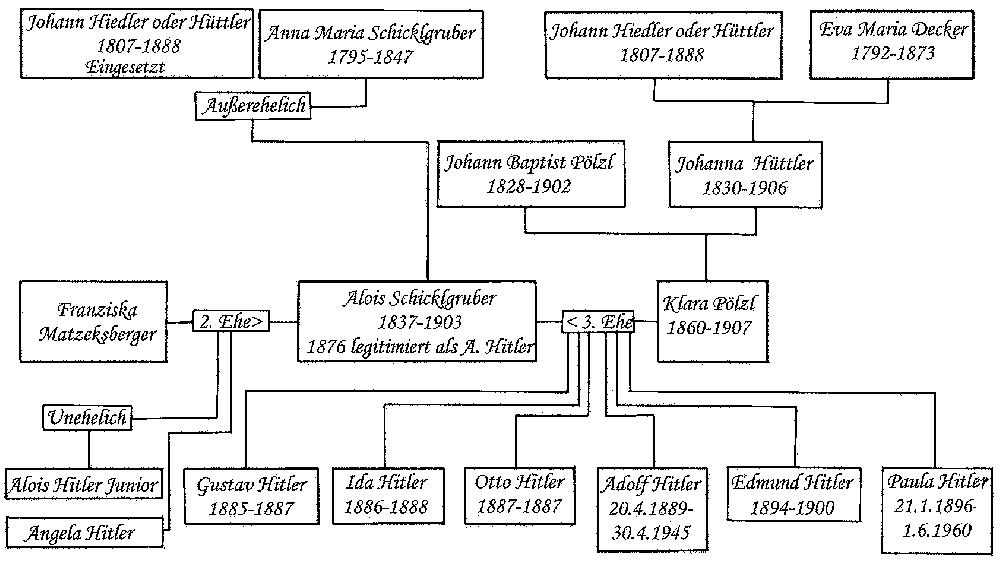
طرح‌نمایی از شجره‌نامهٔ خانوادگی آدولف هیتلر

در تاریخ آلمان، یوهان گئورگ هیدلر (۲۸ سپتامبر، ۱۷۹۲ - ۱۸۵۷) از مارتین هیدلر (۱۷ نوامبر، ۱۷۶۲ - ۱۰ ژانویه، ۱۸۲۹) و آنا ماریا گوشل (۲۳ اوت، ۱۷۶۰ - ۷ دسامبر، ۱۸۵۴) زاده شد. گفته می‌شود او پدربزرگ آدولف هیتلر می‌باشد.